# Paracuru
Paracuru é um município brasileiro do estado do Ceará. A população, conforme o último Censo Demográfico de 2022 foi de 38.691 habitantes.

## Toponímia
Existem duas seguintes definições segundo informações do IBGE para o topônimo Paracuru. Uma originária da língua tupi, em que paracuru significa "lagarto do mar". Outra versão seria: “pará” (mar) + “curu” (cascalho) "mar de cascalho" ou ainda “pará” (rio) + “curu” (cascalho), "rio de cascalho".

## História

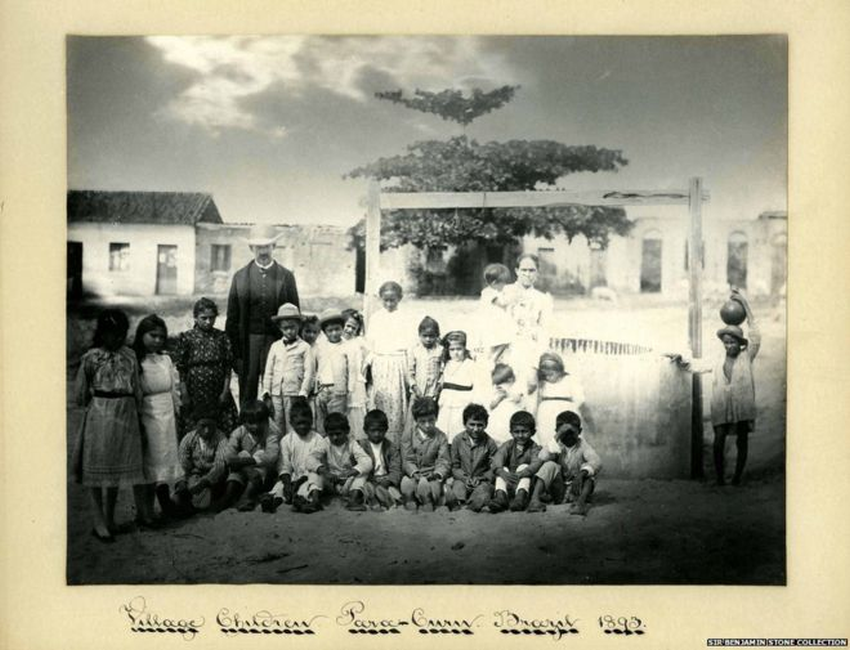
Moradores em Paracuru, 1893.

Desde os tempos imemoriais, o litoral norte cearense era habitado pelos indígenas Tremembés, que seguiam seus domínios pela costa até o Maranhão. Aproximadamente no território de Paracuru, ficava a divisão entre as terras dos Tremembés e dos Anacés e Jaguaribaras, que também habitavam o litoral.
A Lei Provincial n 1.235, de 27 de novembro de 1868, criou o Município, que se instalou na mesma data, com sede no então povoado denominado Paracuru. 

## Geografia

### Clima
Tropical Semiúmido com Pluviometria Média de 1.290mm Anuais com chuvas concentradas de Janeiro a Maio.

### Gerenciamento costeiro
Por estar inserido no bioma zona costeira, a gestão desse bioma no município de Paracuru é viabilizada pelo fato deste ente local possuir um plano municipal de gerenciamento costeiro, instituído desde 2018, por uma lei municipal aprovada pela Câmara de Vereadores (Lei municipal nº 1.833/2018). Atualmente, Paracuru conta com uma segunda lei (Lei municipal nº 1.873/2019) promulgada em 2019 que estabelece as normas que devem orientar a política municipal de gerenciamento costeiro.
O Plano Municipal de Gerenciamento Costeiro (PMGC) de Paracuru tem o objetivo prioritário de regulamentar a utilização no território municipal dos recursos existentes na Zona Costeira. Assim, o PMGC contribui com a garantia e elevação da qualidade da vida da população municipal e a proteção do seu patrimônio natural, histórico, étnico e cultural.
Os instrumentos de gestão que compõem o PMGC de Paracuru são:
- Zoneamento ecológico econômico costeiro;
- Plano de gestão da zona costeira;
- Plano de ordenamento náutico;
- Sistema de informações municipais do gerenciamento costeiro;
- Sistema de monitoramento costeiro;
- Projeto de gestão integrada da orla marítima.

## Cultura

### Loja Maçônica
Possui uma loja maçônica filiada à GLMCE, localizada na entrada da cidade e que contribui para ações na cidade em destaque ao apoio ao HEMOCE na doação de sangue.

## Educação
O Município de Paracuru conta com o Campus do Instituto Federal do Ceará (IFCE) desde agosto de 2016, que atualmente oferta os cursos de ensino superior em Ciências Biológicas (Licenciatura) e Gestão Ambiental (Graduação Tecnológica) e os cursos técnicos em meio ambiente e redes de computadores.

## Organização político-administrativa
Sendo um município do Brasil, Paracuru é administrada por dois poderes, o executivo e o legislativo, independentes e harmônicos entre si. O primeiro é representado pelo prefeito, auxiliado pelo seu gabinete de secretários e eleito pelo voto popular para um mandato de quatro anos, sendo permitida uma única reeleição para mais um mandato consecutivo, enquanto que o segundo é representado pela Câmara Municipal de Paracuru, órgão colegiado de representação dos munícipes que é composto por 9 vereadores também eleitos por sufrágio universal.
As atuais autoridades que ocupam cargos da organização político-administrativa de Paracuru são as seguintes (data: 27 de maio de 2024):
- Prefeito: Wembley Gomes Costa "Beim" - PDT (2021/-)[11]
- Vice-prefeito: Rachel de Sousa Vieira Marques - PDT (2021/-)[11]
- Presidente da Câmara: Maria Alessandra "Sandra" Leite - PTC (2023/-)[12]